# Ordinariato militare in Cile
L'ordinariato militare in Cile è un ordinariato militare della Chiesa cattolica per il Cile. È retto dal vescovo Pedro Mario Ossandón Buljevic.

## Territorio
Sede dell'ordinariato è la città di Santiago del Cile, dove si trova la cattedrale di Nostra Signora del Carmine.
Sono previste quattro diverse unità pastorali per l'Esercito, la Marina, l'Aviazione e i Carabinieri. Queste ultime tre unità pastorali hanno una propria chiesa istituzionale:
- a Viña del Mar si trova la chiesa istituzionale della Marina, dedicata a Nostra Signora del Carmine;
- a Santiago si trova la chiesa istituzionale dell'Aviazione, dedicata a Nostra Signora di Loreto;
- ancora a Santiago si trova la chiesa istituzionale dei Carabinieri, dedicata a san Francesco Borgia.

In tutto il paese vi sono chiese e cappelle dell'ordinariato militare.

## Storia
Il vicariato castrense del Cile è stato eretto il 3 maggio 1910 con il breve In hac Beatissimi di papa Pio X. Precedentemente l'esercito cileno era affidato alle cure di cappellani dipendenti dall'arcidiocesi di Arequipa, che spesso erano impossibilitati ad esercitare il loro ministero, perché dipendenti da una diocesi straniera.
Il 17 marzo 1986 fu benedetta la cattedrale, che è stata consacrata il 27 dicembre 1994.
Il 21 aprile 1986 il vicariato castrense è stato elevato ad ordinariato militare con la costituzione apostolica Spirituali militum curae di papa Giovanni Paolo II.
Il 23 gennaio 1988 sono stati promulgati gli statuti dell'ordinariato militare cileno, previsti dalla Spirituali militum curae.

## Cronotassi dei vescovi
Si omettono i periodi di sede vacante non superiori ai 2 anni o non storicamente accertati.
- Rafael Edwards Salas † (27 maggio 1910 - 5 agosto 1938 deceduto)
- José Luis Fermandois Cabrera † (8 agosto 1938 - 18 agosto 1941 deceduto)
- Carlos Labbé Márquez † (18 agosto 1941 - 17 ottobre 1941 deceduto)
- Julio Tadeo Ramírez Ortiz † (17 ottobre 1941 - 10 giugno 1942 deceduto)
- Teodoro Eugenín Barrientos, SS.CC. † (20 giugno 1942 - 21 dicembre 1959 dimesso)
- Francisco Xavier Gillmore Stock † (16 ottobre 1959 - 26 novembre 1983 ritirato)
- José Joaquín Matte Varas † (26 novembre 1983 - 31 gennaio 1995 dimesso)
- Gonzalo Duarte García de Cortázar, SS.CC. (31 gennaio 1995 - 4 novembre 1999 dimesso)
- Pablo Lizama Riquelme (4 gennaio 1999 - 27 febbraio 2004 nominato arcivescovo coadiutore di Antofagasta)
- Juan de la Cruz Barros Madrid (9 ottobre 2004 - 10 gennaio 2015 nominato vescovo di Osorno)[1]
- Santiago Jaime Silva Retamales (7 luglio 2015 - 23 dicembre 2020 nominato vescovo di Valdivia)
- Pedro Mario Ossandón Buljevic, dal 28 ottobre 2021

## Statistiche
| anno | presbiteri | presbiteri | presbiteri | diaconi | religiosi | religiosi | parrocchie |
| anno | totale     | secolari   | regolari   | diaconi | uomini    | donne     | parrocchie |
| ---- | ---------- | ---------- | ---------- | ------- | --------- | --------- | ---------- |
| 1999 | 81         | 61         | 20         | 7       | 20        |           | 40         |
| 2000 | 101        | 66         | 35         | 7       | 35        |           | 42         |
| 2001 | 110        | 80         | 30         | 7       | 32        |           | 42         |
| 2002 | 105        | 93         | 12         | 10      | 12        |           |            |
| 2003 | 93         | 85         | 8          | 10      | 8         |           |            |
| 2004 | 96         | 89         | 7          | 6       | 7         |           |            |
| 2013 | 86         | 71         | 15         | 11      | 15        |           |            |
| 2016 | 91         | 78         | 13         | 11      | 13        |           |            |
| 2019 | 83         | 73         | 10         | 8       | 10        |           |            |
| 2021 | 74         | 64         | 10         | 10      | 10        |           |            |